# Бредисен, Фил
Филип Норман Бредисен-младший (англ. Philip Norman Bredesen, Jr., 21 ноября 1943, Ошенпорт, Нью-Джерси) — американский политик и бизнесмен, демократ. Мэр Нашвилла с 1991 по 1999 год. Губернатор штата Теннесси с 2003 про 2011 год. Основатель компании HealthAmerica Corporation. В 2018 году выдвигался кандидатом в Сенат, но проиграл Марше Блэкберн.

## Биография
Филип Бредисен родился 21 ноября 1943 года в Ошенпорте в штате Нью-Джерси. Вырос в Шортсвиле в штате Нью-Йорк. Получил степень бакалавра по физике в Гарварде.
В 1975 году вместе с со своей женой Андреа Конте переехал в Нашвилл, Теннесси. Они основали компанию HealthAmerica Corporation, занимавшуюся менеджментом в сфере здравоохранения. Позднее штат фирмы вырос до шести тысяч сотрудников. Её акции торгуются на Нью-йоркской фондовой бирже. Свой бизнес Филип продал в 1986 году. Кроме этого Бредисен является одним из основателей фонда Nashville’s Table, занимающегося сбором излишков продуктов в заведениях общественного питания и передачей их бездомным.
В 1987 году он впервые выдвинул свою кандидатуру на пост мэра города, но проиграл Биллу Бонеру. Спустя четыре года Бонер отказался выдвигать свою кандидатуру на второй срок и Бредисен уверенно выиграл выборы, набрав 69,8 % голосов.
С 1991 по 1999 год Бредисен занимал пост мэра Нашвилла. За время его деятельности на этом посту город стал одним из самых привлекательных мест для жизни в США. Была преобразована библиотечная система города, увеличено число парковых зон и зелёных насаждений. Около 500 млн долларов было инвестировано в систему школьного образования, построено тридцать две школы, отремонтировано сорок три, создано четыреста сорок новых рабочих мест для учителей. В городе сократился уровень преступности. В городе были построены новые спортивные арены, после чего в Нашвилл переехала команда НФЛ из Хьюстона, получившая название «Теннесси Тайтенс», а также создана новая команда НХЛ — «Нэшвилл Предаторз».
В 1994 году Филип был выдвинут кандидатом в губернаторы штата Теннесси, но проиграл республиканцу Дону Сандквисту. Успешной стала его вторая попытка в 2002 году. Во время предвыборной кампании Бредисен обещал избирателям провести реформу системы школьного образования и решить проблемы с управлением медицинской программой TennCare, приведшие к дефициту бюджета. Против его республиканского оппонента сыграла и непопулярная инициатива введения нового подоходного налога, высказанная Сандквистом. Все его предвыборные обещания в дальнейшем были выполнены, что позволило ему стать одним из самых успешных губернаторов в истории штата.
Уйдя с поста губернатора в 2011 году, он занял должность председателя совета директоров компании Silicon Ranch, занимающейся разработками в области солнечной энергетики. Фирму он основал вместе с коллегами по администрации штата Теннесси Мэттом Кисбери и Рейган Фарр.
В 2018 году Бредисен был выдвинут кандидатом в Сенат США от Демократической партии, но проиграл Марше Блэкберн, ставшей первой в истории женщиной-сенатором от штата Теннесси.